# Clayton, Manchester
Clayton este o suburbie a orașului Manchester, Anglia. Este situat la aproximativ trei mile față de centrul orașului, pe strada "Ashton New Road". Suburbia este denumită după familia Clayton, care deținea loturi mari de pămât în jurul localității. 